# Psychotria ararum
Psychotria ararum là một loài thực vật có hoa trong họ Thiến thảo. Loài này được C.M.Taylor miêu tả khoa học đầu tiên năm 1999.